# 约翰娜·克利尔
约翰娜·克利尔（德語：Johanna Klier，1952年9月13日—），旧姓沙勒（Schaller），德国女子田径运动员，主攻跨栏。她曾代表东德参加1976年和1980年夏季奥林匹克运动会田径比赛，获得一枚金牌和一枚银牌。